# Lucije Emilije Barbula
Lucije Emilije Barbula (Lucius Aemilius Barbula, početak 3 st. pr Kr.), sin Kvinta i nećak Kvinta, bio je rimski političar i vojskovođa. Godine 281. pr. Kr. je izabran za konzula te je vodio pohod protiv pobunjenih Samnićana. Potom je napao teritorij Tarenta, na što su Tarenćani u pomoć pozvali Pira. Godine 280. pr. Kr. je za ratne uspjehe nagrađen trijumfom.